# 費蘭度·列斯奧
費蘭度·列斯奧·科米（Fernando Recio Comí，1982年12月17日—），生於西班牙巴塞羅那，西班牙裔香港足球運動員，司職中堅，在2013/14球季榮膺香港球壇最高榮譽的香港足球先生，到在港住滿七年後成功申請香港特區護照，繼而首度入選香港代表隊，現時擔任香港超級聯賽球會傑志助理教練。

## 球會生涯
列斯奧生於西班牙巴塞羅那，於當地西丙球會拿列坦卡展開球員生涯，到2006年轉會岩布斯特至2009年再轉會加泰羅尼亞地區聯賽球會陶托沙，那時他彷彿與職業球員夢相距非常遙遠。
全靠當時那份堅持和毅力，列斯奧於2010年7月獲時任傑志教練兼同鄉甘巴爾邀請，他與同鄉佐迪與盧比度和丹尼來香港發展，首季即為傑志相隔47年後奪得球會史上首個聯賽冠軍，到2012年開始獲傑志註冊的四名外援名單出戰亞協盃。
其後，列斯奧成為球隊後防線不可或缺的重要一員，更於2014年2月8日以2–1反勝太陽飛馬的聯賽在球員生涯首度用腳取得入球，而他再在3月12日對印度球會浦那的亞協盃分組賽，取得首個亞洲賽事入球協助傑志以2–2賽和對手，到季尾他協助傑志以不敗姿態奪得最後一屆聯賽冠軍，及協助傑志勇闖亞協盃八強追平球會史上最佳成績，穩定的表現及對球隊的重要性，令列斯奧於季後的香港足球明星選舉榮膺本地球壇最高榮譽的香港足球先生，登上職業球員生涯高峰和最為成功的一季。
在2016/17球季，列斯奧外借至港超聯球會理文流浪，並獲委任為球隊副隊長，協助年輕球員成長，至季尾完成借用合約後回歸傑志，至2017年10月後居香港住滿七年後，成功領取香港特區護照，轉為本地球員資格，並於2018年1月獲亞洲足協改制和確認後符合本地球員資格，首度出戰亞洲最頂級的球會聯賽亞冠盃分組賽。
2019年7月19日，列斯奧結束長達九年的傑志球員生涯，轉會至另一支港超聯球會理文。他長年受傷病困擾，效力理文多季僅上陣57場。

## 國際賽生涯
在2017年8月尾，列斯奧與佐迪以及丹尼在香港住滿七年成為香港永久性居民，並於9月初決定申請放棄西班牙國籍申請香港特區護照，10月3日領取香港特區護照，同日，由於香港代表隊有三名球員因傷及私人理由退隊，使時任香港隊主教練金判坤隨即補選他們入隊，出戰對老撾和馬來西亞的國際賽事，而主教練金判坤更指列斯奧在因傷退隊的法圖斯缺席下，是未來2場是替代的好人選，列斯奧於10月5日主場對老撾國家隊的國際友誼賽，正選登場首度代表香港代表隊於國際A級賽亮相，至半場因留力對馬來西亞而被換出，結果協助香港大勝4–0。
2018年6月5日，列斯奧獲香港U23代表隊徵召，以超齡球員身份出戰印尼雅加達亞運會。

## 教練生涯
由於祖家西班牙近年經濟不景很多大學生也找不到工作，而不少球會亦拖欠球員薪酬加上治安轉差，使列斯奧掛靴後選擇留港向教練工作發展，同時為香港業餘足球訓練總會擔任教練，傑志總領隊伍健在2013年於其社交網站表揚列斯奧及丹尼，指已與他們取得共識歡迎兩人掛靴後留港發展，並會安排他們到傑志足球學院任教。
2024年7月，列斯奧掛靴後終於加入傑志的教練團隊。

## 球場以外
列斯奧投身職業足球前為職業越野單車選手，在西班牙的低組別聯賽效力時，要在油漆廠兼職和當汽車經紀幫補微薄的薪酬，於2010年6月與原職旅行社職員的Gloria Fabregat成婚，並育有兩個小朋友，其長子Hugo於2010年4月在西班牙出生後13日，就隨剛加盟傑志的父親來港，到2015年12月成功獲傑志足球學院取錄，而幼女Paola亦在西班牙出生後不足一個月就來香港。
列斯奧童年的偶像是巴西傳奇前鋒朗拿度，而他現時最欣賞的球員是與他同樣擔當中堅位置，現時效力家鄉巴塞隆拿的碧基。

## 國際賽事紀錄
- 僅列出國際A級比賽

| 上陣次數 | 時間           | 地點            | 對手     | 比數 | 賽事性質                 | 入球 (累計) |
| -------- | -------------- | --------------- | -------- | ---- | ------------------------ | ----------- |
| 1        | 2017年10月5日  | 香港 旺角大球場 |          | 4–0  | 國際友誼賽               | 0 (0)       |
| 2        | 2017年10月10日 | 香港 香港大球場 | 马来西亚 | 2–0  | 2019年亞洲盃外圍賽第三輪 | 0 (0)       |
| 3        | 2017年11月9日  | 香港 旺角大球場 | 巴林     | 0–2  | 國際友誼賽               | 0 (0)       |
| 4        | 2017年11月14日 | 香港 香港大球場 | 黎巴嫩   | 0–1  | 2019年亞洲盃外圍賽第三輪 | 0 (0)       |

## 榮譽
理文
- 香港超級聯賽冠軍（2023–24季度）

傑志
- 香港超級聯賽冠軍（2014–15、2016–17、2017–18季度）
- 香港甲組足球聯賽冠軍（2010–11、2011–12、2013–14季度）
- 香港聯賽盃冠軍（2011–12、2014–15季度）
- 香港足總盃冠軍（2011–12、2012–13、2014–15、2016–17、2017–18、2018–19季度）
- 香港高級組銀牌冠軍（2016–2017、2018–19季度）
- 香港社區盃冠軍（2017、2018年）

個人
- 香港足球明星選舉 最佳十一人（2014–15季度）
- 香港足球先生（2013–14季度）

## 外部連結
- Transfermarkt （页面存档备份，存于）
- Soccerway資料庫 （页面存档备份，存于）
- 香港足球總會球員註冊資料 （页面存档备份，存于）